# Komisja Edukacji Narodowej

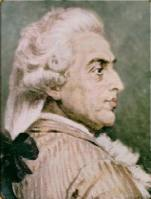
Estanislau Augusto Poniatowski, último rei eleito da República das Duas Nações, criador do KEN.

Comissão de Educação Nacional  (polonês: Komisja Edukacji Narodowej, KEN, um tipo de Ministério da Educação) foi a autoridade educacional central da Polônia, criada pelo Sejm e o rei Stanisław August Poniatowski em 14 de outubro de 1773. Devido a sua ampla autoridade e autonomia, foi considerado o primeiro Ministério da Educação da história.
A razão básica para a criação da comissão foi que a educação na Polônia era quase que totalmente controlada pelos jesuítas. Embora essas escolas fossem muito eficientes e a juventude polonesa pudesse contar com um bom sistema educacional, eles eram também muito conservadores. Além disso, em 21 de julho de 1773 o Papa Clemente XIV havia decidido fechar a Companhia de Jesus, o que resultaria numa completa paralisação da educação na Polônia.

## História

### O início
A comissão foi criada formalmente no dia 14 de outubro de 1773. Seu principal organizador e figura chefe foi o padre católico, Hugo Kołłątaj. Inicialmente a comissão era composta de quatro senadores e quatro membros do Sejm, metade dela representando as voivodias orientais da Polônia (o antigo Grão-Ducado da Lituânia). O primeiro presidente da KEN foi o Príncipe-Bispo Michał Jerzy Poniatowski. Embora os outros membros fossem na sua maioria políticos magnatas, os criadores efetivos da comissão eram escritores e cientistas renomados da época: Franciszek Bieliński, Julian Ursyn Niemcewicz, Feliks Oraczewski, Andrzej Gawroński, Dawid Pilchowski, Hieronim Stroynowski e Grzegorz Piramowicz. Eles foram reunidos por Pierre Samuel DuPont de Nemours, o secretário do Rei da Polônia e pai do fundador da companhia DuPont.
Embora inicialmente a KEN tivesse que enfrentar uma forte oposição dentro do Sejm ela foi apoiada pelo rei e pelo partido Familia, que lhe deram a mais completa autonomia.

### Primeira fase (1773-1780)
Em 1773 a KEN recebeu todas as propriedades que haviam pertencido à Companhia de Jesus na Polônia, incluindo as escolas, palácios e igrejas das aldeias. Permitindo com isso, que a comissão tivesse não apenas a infra-estrutura necessária, mas também seus próprios meios de gerar renda. Logo a seguir Hugo Kołłątaj preparou um plano educacional em três níveis:
1. Escolas paroquiais - para os camponeses e burgueses;
2. Escolas dos condados (powiat) - para a maioria das crianças da szlachta, mas crianças das classes mais baixas também eram admitidas; e
3. Universidades - Academia de Varsóvia, Academia de Wilno e Academia de Cracóvia.

Uma vez que a educação na Polônia vinha, até aquele momento, sendo conduzida quase que totalmente em latim, a KEN se deparou com uma quase completa falta de livros e manuais no idioma local. Para resolver este problema foi formada a "Sociedade de Livros do Ensino Básico" (Towarzystwo Ksiąg Elementarnych). Os cientistas trabalharam na criação de textos para livros na língua polonesa tendo que por vezes inventar a palavra específica necessária. Muitas das palavras, que eles criaram para tratar de assuntos relacionados à química, física, matemática ou gramática, são até hoje utilizadas. Em 1774 a comissão assumiu a famosa Biblioteca Załuski.
A comissão também preparou vários documentos para descrever todo o processo educacional. Contudo, muitas das novas leis foram consideradas extremamente revolucionárias e eram freqüentemente desobedecidas. Isto incluía, por exemplo, a igualdade de ambos os sexos na educação. Finalmente, em 1780 a oposição se recusou a assinar o estatuto das escolas primárias preparado por Kołłątaj.

### Segunda fase (1781-1788)
Depois do período inicial de estruturação, no qual todo o processo legal da Comissão foi estabelecido, a KEN começou converter as escolas ao novo modelo. As três universidades em Varsóvia, Wilno e Cracóvia ganharam o direito de supervisionar as escolas de níveis mais inferiores. Isto incluía aquelas escolas que haviam permanecido sob a influência da igreja. Gradualmente, os professores, que eram anteriormente constituídos por padres jesuítas, foram sendo substituídos por novos professores recém formados nas três universidades. Fazendo com que, a resistência dentro das próprias escolas fosse quebrada.

### Terceira fase (1788-1794)
Após 1789 os apoiadores das reformas no Sejm da Polônia foram aos poucos perdendo suas influências. Da mesma maneira, a KEN foi sendo privada de muitos dos seus antigos privilégios. Durante a Grande Sejm os Reformadores tiveram que sacrificar muitos desses privilégios para obterem o apoio na aprovação da Constituição de 3 de maio. Finalmente, depois da vitória da Confederação Targowica em 1794 a KEN perdeu o controle sobre a maioria das escolas na Polônia e muitos de seus membros foram banidos ou fugiram para o exterior do país. Inclusive até mesmo Hugo Kołłątaj, que fugiu para Dresden.

## Efeitos
Embora a comissão só tivesse a oportunidade de ter trabalhado por vinte anos, ela conseguiu mudar completamente a forma de educação na Polônia. Os programas e livros baseados no  Iluminismo influenciaram toda uma geração de poloneses. Também, embora a educação estivesse longe de ser universal, ela alcançou um número maior de pessoas, inclusive os camponeses.
Os milhares de professores treinados nos seminários de professores seculares se tornaram a coluna vertebral da ciência polonesa durante as Partições e a geração educada nas escolas criadas e supervisionadas pela KEN forneceu as mais importantes personalidades das revoltas polonesas e políticos da Europa Central no século XIX.
Além do mais, os 27 livros básicos e manuais publicados pela comissão lançaram as bases para as terminologias em língua polonesa em química, física, lógica, gramática e matemática. Eles foram usados por todos os importantes cientistas poloneses e autores do século XIX, desde Adam Mickiewicz até Bolesław Prus e desde a Escola de Matemática de Lwów até a Escola de História de Lwów-Varsóvia. O livro básico de química de Jędrzej Śniadecki era até a década de 1930 ainda usado nas escolas polonesas.
Costuma-se atribuir aos esforços da Comissão de Educação Nacional o fato da cultura e língua da Polônia não terem desaparecido durante as Partições, apesar da maciça russificação e germanização.